# 天鑑存円
天鑑存円（てんかん そんえん）は、南北朝時代から室町時代の臨済宗の僧。

## 経歴・人物
鎌倉円覚寺第36世無礙妙謙の室に入り、法を嗣ぐ。のち伊豆国清寺第3世となる。永徳3年/弘和3年（1383年）鎌倉浄智寺に移り、のち円覚寺、建長寺の住持を歴任した。